# وريد بنكرياسي
الأوردة البنكرياسية (أو الأوردة المعثكلية) هي مجموعة أوردة صغيرة تقوم بتصريف الدم من جسم وذيل البنكرياس، وتصب في جذع الوريد البنكرياسي الكبير.